# 得胜湖
得胜湖是一个位于中国江苏省兴化县的湖泊，面积约为9.2平方千米，平均水深约为0.67米，蓄水量约为620万立方米。